# EM i håndbold 2030 (mænd)
|  | Denne artikel indeholder information om en fremtidig sportsbegivenhed Der kan forekomme spekulativ information, og indholdet kan ændres dramatisk når arrangementet nærmer sig og mere information bliver tilgængelig. |

Europamesterskabet i håndbold for mænd 2030 bliver den 19. udgave af EM i håndbold for mænd arrangeret af European Handball Federation. Slutrunden skal spilles i Tjekkiet, Polen og Danmark fra 10. til 27. januar 2030. Kampene spilles i O2 Arena i den tjekkiske hovedstad Prag, i Spodek i polske Katowice og i Jyske Bank Boksen i Herning. De tre arenaer har hhv. 17.500 (Prag), 11.016 (Katowice) og 16.000 (Herning) tilskuerpladser. Der afvikles to indledende puljer i hvert land, mens mellemrunden spilles i Polen og Tjekkiet. Slutspillet afvikles i Prag.
Øvrige bud på værtsrollen var Kroatien.